# Gabrška Gora
Gabrška Gora – wieś w Słowenii, w gminie Škofja Loka. W 2018 roku liczyła 72 mieszkańców.